# Fodinoidea staudingeri
Fodinoidea staudingeri là một loài bướm đêm thuộc phân họ Arctiinae, họ Erebidae.